# Isotta Fraschini
Isotta Fraschini (аббр. IF) — существовавшая ранее итальянская компания по производству легковых автомобилей представительского класса, грузовых автомобилей, авиационных и судовых двигателей, вооружения.

## История
Компания была основана 27 января 1900 года в Милане под наименованием «Societa Milanese d’Automobili Isotta Fraschini & Сіа». Её основателями являлись Чезаре Изотта (Cesare Isotta), Винченцо Фраскини (Vincenzo Fraschini) и двоюродные братья последнего — Антонио Фраскини (Antonio Fraschini) и Оресте Фраскини (Oreste Fraschini).
Первоначальной деятельностью компании стал импорт в Италию французских автомобилей марок «Renault», «De Dion-Bouton» и «Aster». Чуть позже компания занялась сборкой импортных автомобилей, также французского производства. Первыми собирались автомобили «Renault».
Первой самостоятельной конструкцией компании стал построенный в 1903 году двухместный Tipo 1902 с 4-цилиндровым двигателем мощностью 24 л.с. Модель создал инженер Джузеппе Стефанини. В 1905 году в компанию на должность помощника конструктора пригласили Джустино Каттанео (Giustino Cattaneo). Каттанео внёс решающий вклад в конструкцию гоночных автомобилей компании.
Первой совместной работой Стефанини и Каттанео стал гоночный автомобиль Isotta-Fraschini Tipo D с двигателем огромного объёма — 17 230 см³ и с верхним распределительным валом, развивающим мощность до 120 л.с. Новый автомобиль стал базовой моделью для серии спортивных автомобилей. В 1905 году Isotta-Fraschini Tipo D принял участие в гонке «Кубок Флорио», а в 1908 году управляемый известным гонщиком Винченцо Трукко (Vincenzo Trucco) выиграл «Тарга Флорио». Механиком автомобиля стал Альфьери Мазерати (Alfieri Maserati), один из самых опытных водителей-испытателей и будущий основатель не менее знаменитой итальянской марки автомобилей Maserati. В восьмичасовой гонке автомобиль показал среднюю скорость в 56,96 км/час.
В 1907 году компания заключила договор о сотрудничестве с французской фирмой Lorraine-Dietrich. Кузова и некоторые детали стали изготавливать во Франции. Однако, уже через два года союз с французами был разорван, и «Isotta-Fraschini» вернула себе полную самостоятельность.

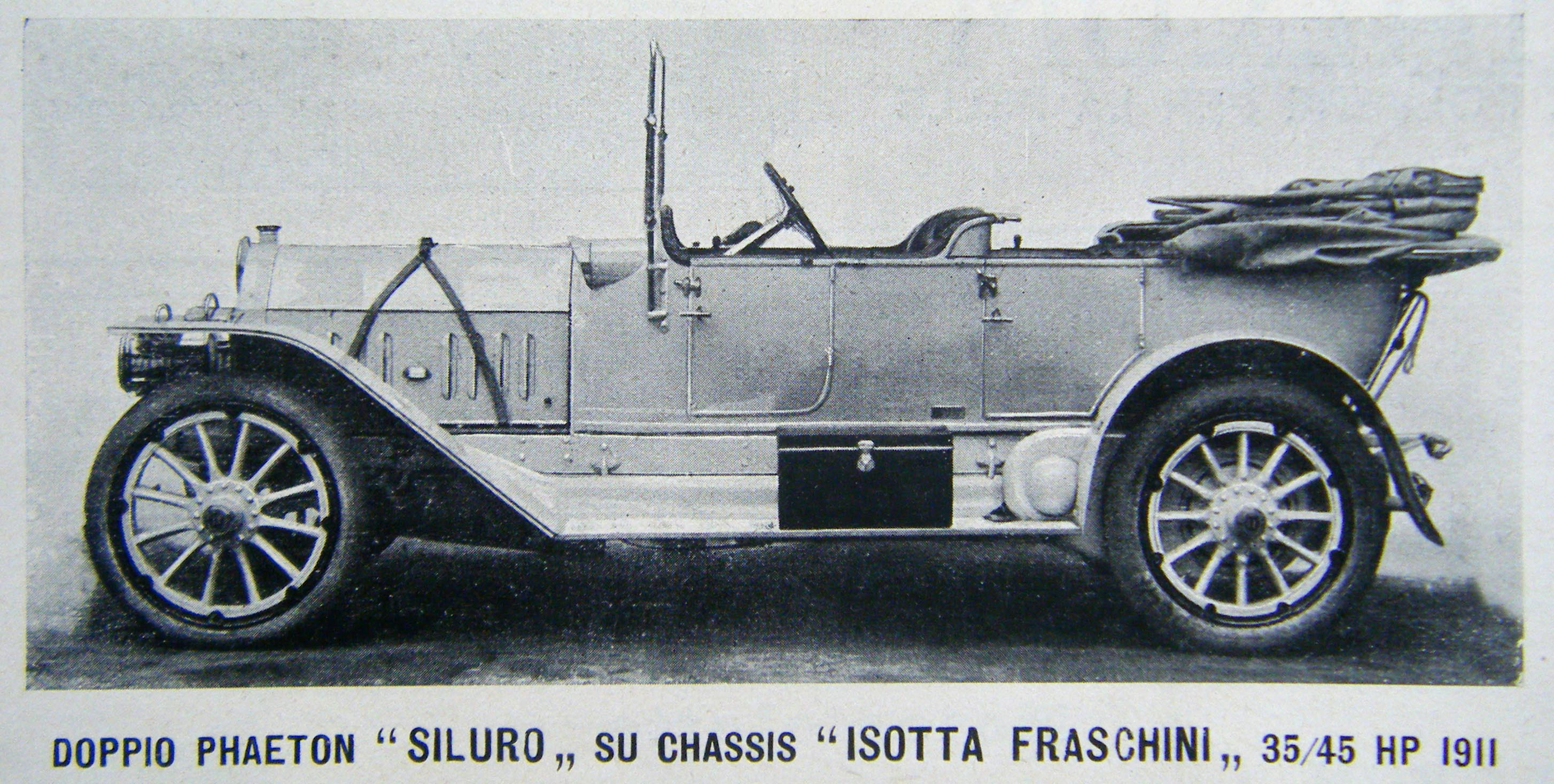
Isotta Fraschini Torpedo 35/45 HP mod. 1911

В 1910 году Джустино Каттанео получил патент на техническое решение переднего моста и тормозной системы. Компания стала первой в мире оснащать свои серийные автомобили тормозной системой всех четырёх колёс.
Кроме легковых автомобилей с 1906 года фирма занялась производством грузовиков. Особо заметной стала грузовая модель GM3. В период с 1911 по 1915 годы компания выполняла государственный заказ по этому 2-тонному грузовику. В 1911 году на шасси этой модели был построен бронеавтомобиль Autoblindo Isotta Fraschini mod.1911. В связи со вступлением Королевства Италии в Первую мировую войну в конце мая 1915 года Isotta-Fraschini начала поставлять в армию грузовую серию «16» грузоподъемностью 3,5 — 4 тонны. В 1915 году в России на шасси грузовика фирмы был построен, в одном экземпляре, бронеавтомобиль Мгебров-Изотта-Фраскини. Кроме этого, компания изготавливала для нужд итальянской военной промышленности судовые и авиационные двигатели, причём продолжила их производство и в последующие десятилетия.
По окончании Первой мировой войны, фирма в 1918 году прекратила производство грузовиков и полностью переключилась на выпуск легковых автомобилей представительского класса для богемы и аристократии. Ревущие двадцатые стали десятилетием настоящего расцвета Isotta-Fraschini.
В 1919 году фирма, используя опыт при создании качественных авиадвигателей, выпустила серийный автомобиль «Isotta Fraschini Tipo 8», сконструированный ещё во время войны Джустино Каттанео, который получил первым в мире рядный восьмицилиндровый двигатель и тормоза на всех колёсах. Автомобиль был большим, обладая колёсной базой в 3700 мм. Рабочий объём двигателя составлял 5902 см³. Автомобиль ожидал большой успех, а фирма смогла открыть свои представительства в США, Бразилии, Аргентине, Франции, Англии, Швейцарии и Бельгии.
В 1925 году «Tipo 8» прошёл модернизацию, заключавшуюся в установке усовершенствованного двигателем рабочим объёмом 7300 см³ повышенной мощности (в «нормальном» варианте — 110 л.с., в «скоростном» — 120 л.с.). Автомобиль со «скоростным» двигателем «8ASS» достигал скорости в 167 км/час. Эти показатели на тот момент для серийного автомобиля были просто выдающимися. Автомобили этой марки стали узнаваемыми благодаря ажурным рисункам на решётке радиатора в виде молний и фигурных восьмёрок, указывающих на модель автомобиля. Своё место на капоте заняла фигурка древнеримской богини победы — Виктории.

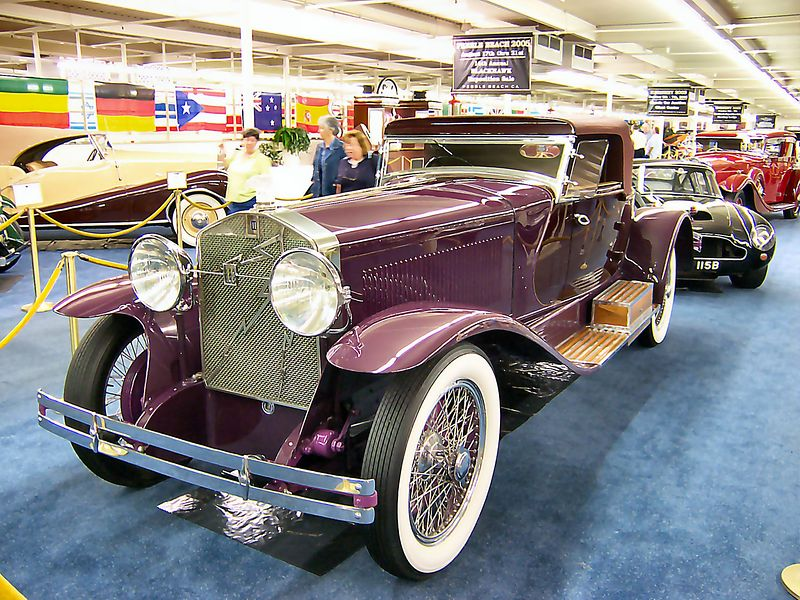
Isotta Fraschini Tipo 8A S LeBaron Boattail Roadster. Музей в Лас-Вегасе.

В 1927 году компания выпускает низкорамные спортивные варианты «Типо Спинто» и «Супер Спинто» — скоростные, с укороченной колёсной базой, улучшенной подвеской и двигателями «Типо-8А5» и «Типо-SASS» мощностью 130—135 лошадиных сил. Фирма в первую очередь отдавала приоритет ездовым и динамическим качествам своих автомобилей. Каждое выпускаемое шасси проверялось самым тщательным образом, регулировалось и настраивалось на максимальную комфортабельность и плавность езды.
В 1920-е годы автомобили Isotta-Fraschini стали символом богатства и роскошной жизни наравне с такими автопроизводителями, как Hispano-Suiza и Rolls-Royce. Владельцами автомобилей престижной итальянской марки стали: шах Ирана Реза Пехлеви, король Румынии Фердинанд I, монарх Эфиопии Хайле Селассие и король Италии Виктор Эммануил, княжеский дом Гримальди, писатель Габриеле Д’Аннунцио. Даже в гараже главы Ватикана папы Пия XI Isotta-Fraschini заняла своё почётное место. Именитые кузовные ателье строили на заказ изысканные и очень дорогие кузова на шасси автомобилей Isotta-Fraschini.
Рынок США заинтересовался итальянскими автомобилями ещё в 1907 году и постепенно автомобили Isotta-Fraschini стали за океаном вторыми по популярности среди престижных иностранных автомобилей после «Rolls-Royce». С 1919 по 1932 годы фирма продала на Североамериканском рынке 450 автомобилей. В США на Isotta-Fraschini ездили знаменитый боксёр Джек Демпси, газетный магнат Уильям Рандольф Херст, а также многие голливудские звёзды. В 20-е годы автомобили этой марки были даже в СССР, в гараже особого назначения. Ими пользовались высшие советские партийные руководители.

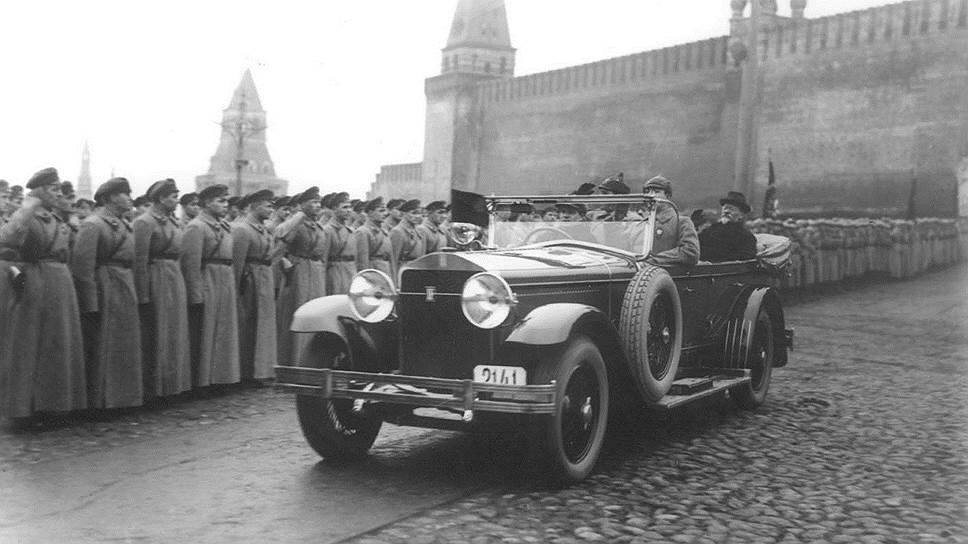
Isotta Fraschini Tipo 8A на Красной площади, на заднем сиденье глава СССР Михаил Калинин. 1930-31 годы

На рынке престижных автомобилей фирма Isotta-Fraschini стала основным конкурентом компании Hispano-Suiza. Поскольку по совершенству конструкции своих автомобилей Isotta-Fraschini уступала испанцам, пришлось завоевывать покупателя изысканным дизайном и высоким качеством своих изделий.

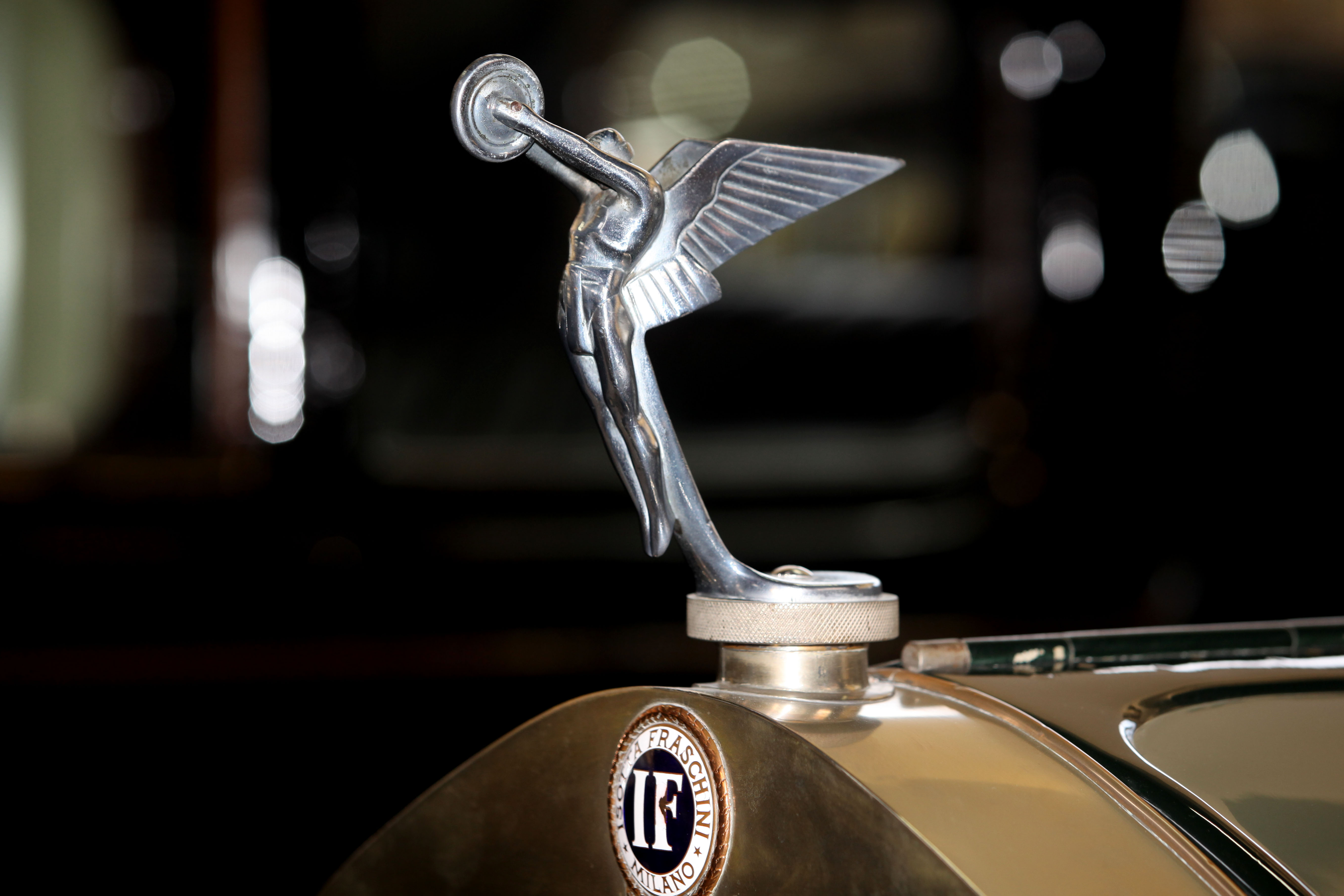
Накапотная фигурка богини Виктории, узнаваемая символика Isotta-Fraschini.

Мировой экономический кризис конца 20-х начала 30-х годов XX века очень сильно ударил по компании. Продажи автомобилей резко сократились. Не спасло положение и создание новой, более совершенной модели Tipo 8B с четырёхступенчатой коробкой передач Вильсона и синхронизаторами.

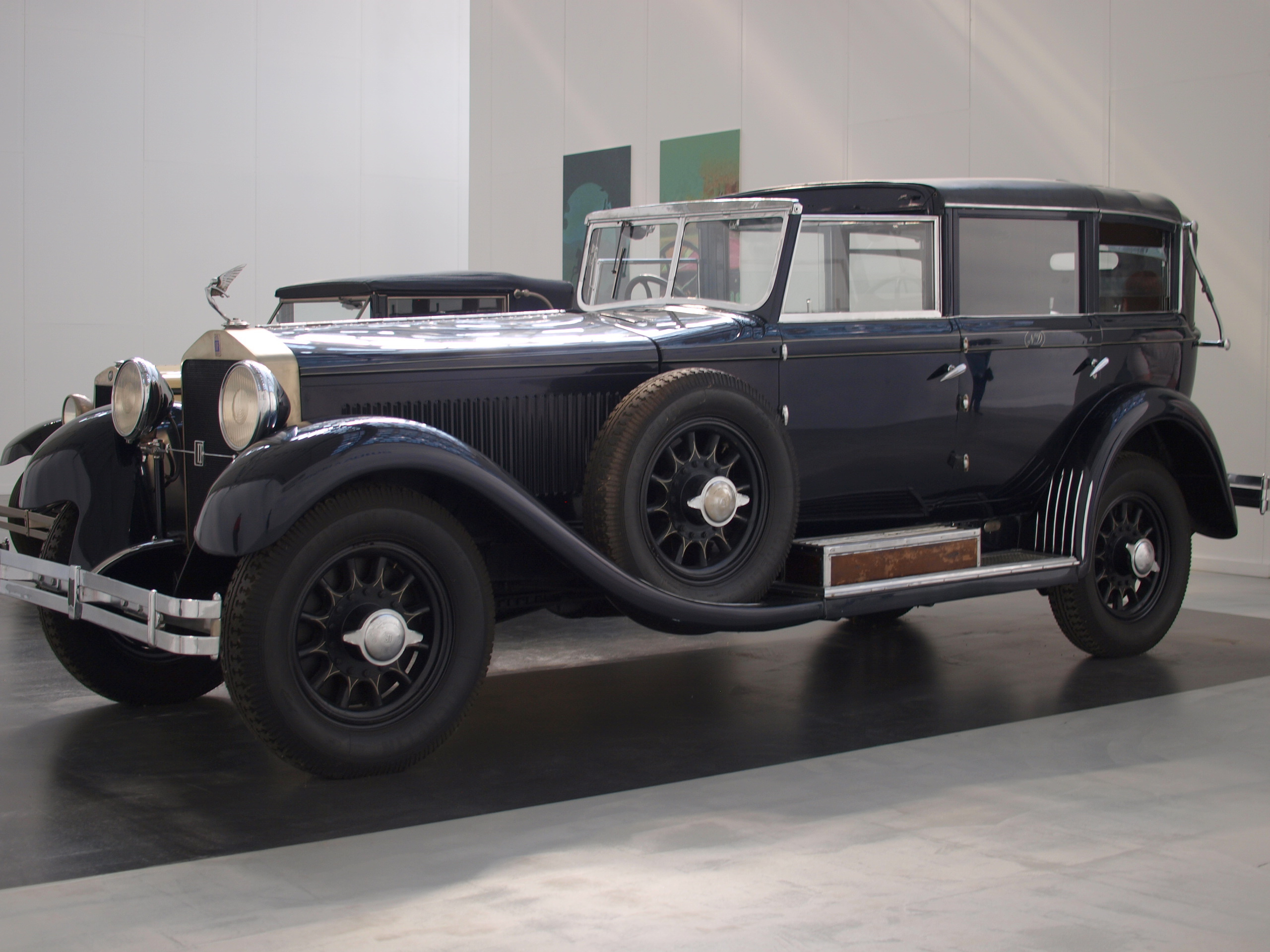
Isotta Fraschini Tipo 8B 1932 года

Над компанией нависла угроза банкротства. В 1932 году Isotta-Fraschini была выкуплена знаменитым итальянским авиаконструктором и владельцем авиапредприятий, графом Капрони ди Толедо, которому необходимы были хорошие авиационные двигатели. Параллельно с этим в 1933 году производство престижных легковых автомобилей марки Isotta-Fraschini прекратилось и компания решила вернуться к проверенному методу в случае кризиса — производству грузовых автомобилей, которые также выпускали Alfa Romeo, FIAT, Lancia. Однако за 15 лет технологии ушли вперед, поэтому было принято решение купить лицензию на дизельный двигатель у немецкой компании M.A.N и разрабатывать новое семейство грузовиков совместно с итальянской компанией OM из Падуи.
В 1933 году был представлен грузовик Isotta-Fraschini 110C. с лицензионным 6-цилиндровым дизелем (12214 см³, 110 л.с.), просторной кабиной и обтекаемым оперением фирмы Caproni. Со следующего года началось производство тяжелого грузовика Isotta-Fraschini D80. Этот автомобиль выпускался как в гражданском, так и армейском исполнении. С 1940 года к этой модели добавился среднетоннажный D65 с бескапотной кабиной расположенной над двигателем. Производство грузовых автомобилей позволило компании остаться на плаву. Италия к этому времени начала вести активную экспансионистскую политику, где была задействована армия: Эфиопская кампания 1935-36 годов, участие в гражданской войне в Испании (1936—1939), оккупация Албании в 1939 году, вступление страны во Вторую мировую войну. В Греческой и Северо-Африканской военных кампаниях армия нуждалась в значительном количестве грузовых автомобилей.
Авиационными двигателями Isotta-Fraschini оснащались итальянские военные самолёты, судовыми — торпедные катера. Компания также подключилась к производству стрелкового оружия.

В конце 1943 года компания, располагавшаяся в Милане, оказалась на территории марионеточной Итальянской Социальной Республики.

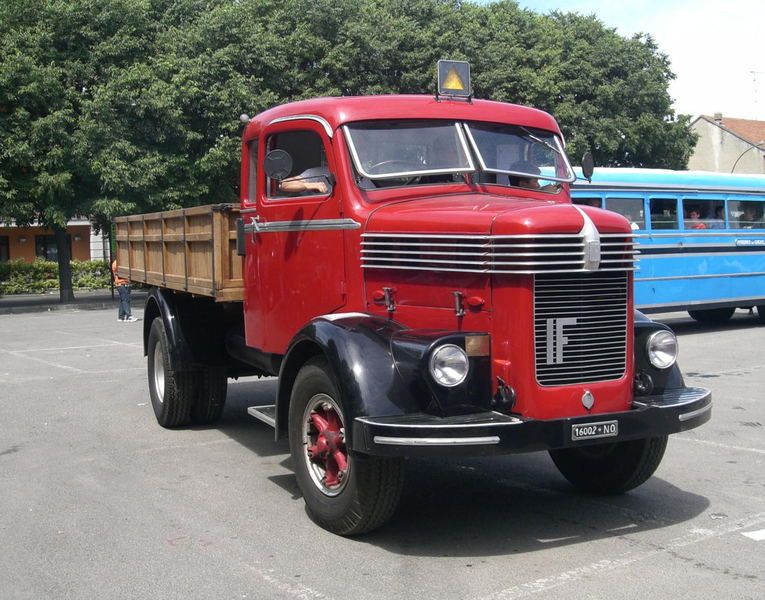
Isotta-Fraschini D80 послевоенного выпуска

Разгром итальянского фашизма и окончание Второй мировой войны привели компанию, выполнявшую государственные военные заказы, к тяжелому экономическому кризису. Было принято решение о возрождении производства легковых автомобилей представительского класса.
В 1947 году был построен автомобиль Isotta-Fraschini Tipo 8С Monterosa. В течение 1947 — 1949 годов были построены прототипы с кузовами седан, кабриолет и купе. Однако для восстановления послевоенной экономики в большей степени требовалось нарастить выпуск грузовых автомобилей.
В 1946 году компания возобновила производство довоенных моделей грузовиков D80 и D65 для гражданских нужд. В 1949 году лицензионное производство грузовиков Isotta-Fraschini было налажено в Бразилии, компанией FNM.
Тем не менее финансовое состояние Isotta-Fraschini продолжило ухудшаться. В сентябре 1949 года Миланский суд вынес решение о фактической ликвидации компании.
Грузовое отделение Isotta-Fraschini объединили с фирмой Breda, за счёт чего производство грузовых автомобилей и их агрегатов продолжилось до 1955 года.
Моторостроительное отделение компании было национализировано и преобразовано в фирму Isotta-Fraschini Motori располагающуюся в городе Бари, которая существует и сегодня.

### Автомобили
Легковые автомобили
- Isotta Fraschini Tipo 1902 (1901)
- Isotta Fraschini Tipo FENC (1908)
- Isotta Fraschini Tipo KM (1910—1914)
- Isotta Fraschini Tipo 8 (1919—1924)
- Isotta Fraschini Tipo 8A (1924—1931)
- Isotta Fraschini Tipo 8B (1931—1936)
- Isotta Fraschini Tipo 8C Monterosa (1947—1949)

Гоночные автомобили
- Isotta Fraschini Tipo D (1905)
- Isotta Fraschini Tipo FE (1908)

Грузовые автомобили
- Isotta Fraschini GM3 (1911—1915)
- Isotta Fraschini «16» (1915—1918)
- Isotta Fraschini D65 (1940—1955)
- Isotta Fraschini D70M (1935)
- Isotta Fraschini D80 (1934—1955)